# Kaanda järv
Kaanda järv (järv = See) ist ein natürlicher See in der Landgemeinde Saaremaa im Kreis Saare auf der größten estnischen Insel Saaremaa. 1,7 Kilometer vom 1,9 Hektar großen See entfernt liegt der Ort Merise und 210 Meter entfernt liegt die Ostsee. Mit einer maximalen Tiefe von einem Meter ist er sehr seicht.